# Burgumermar

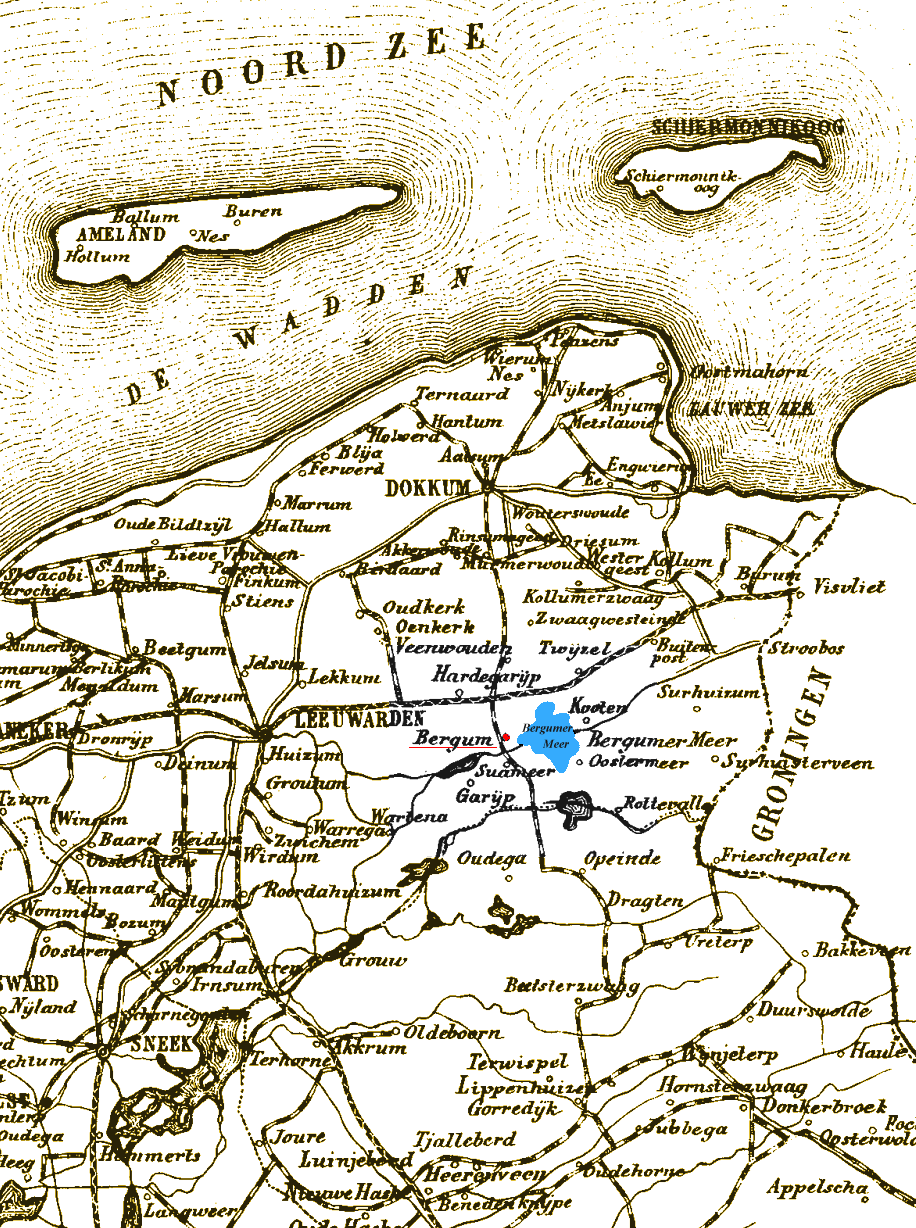
Karte von Friesland (1868)

Das Burgumermar ist ein fischreicher See östlich des Ortes Burgum in der niederländischen Provinz Friesland (Gemeinde Tytsjerksteradiel). Er ist ein populäres Wassersport-Gebiet mit mehreren Yachthäfen. Der Prinses-Margriet-Kanal  durchfließt den See in Ost-West-Richtung und verbindet ihn mit dem Wasserstraßennetz. Das Bergumer Meer hat einen Umfang von ca. 11 km.
Im Sommer wird u. a. auf dem Burgumermar das Skûtsjesilen abgehalten, ein mehrtägiger Segelsportwettbewerb mit z. T. über 100 Jahre alten, ursprünglich als Frachtschiffe (Niederländisch: schuitje, Friesisch: Skûtsje) genutzten Segelschiffen.
Um den See liegen viele kleinere Orte mit Sehenswürdigkeiten, wie zum Beispiel Jistrum mit seiner um 1230 erbauten Kirche.